# Luftraumüberwachung
Luftraumüberwachung ist die Überwachung des Flugverkehrs im Luftraum in der Umgebung einer Region (Flugplatz, Stadtgebiete) oder eines Hoheitsgebiets (militärische Luftraumüberwachung, LRÜ oder Air Policing).

## Zivile Luftraumüberwachung
Die zivile Luftraumüberwachung besteht aus einer Radarführung von Luftfahrzeugen durch den in Sektoren aufgeteilten zivilen Luftraum mittels Sekundärradar. Sie bezweckt einerseits, Sicherheitsabstände und Hindernisfreiheit zum Boden zwischen den jeweiligen Verkehrsteilnehmern zu gewährleisten, andererseits die Dokumentation der geflogenen Strecken.
In Deutschland wird diese von der DFS Deutsche Flugsicherung übernommen, in Österreich von Austro Control, in der Schweiz von Skyguide. Zentralkoordiniert in Europa wird dies von EUROCONTROL.

## Militärische Luftraumüberwachung

### Deutschland

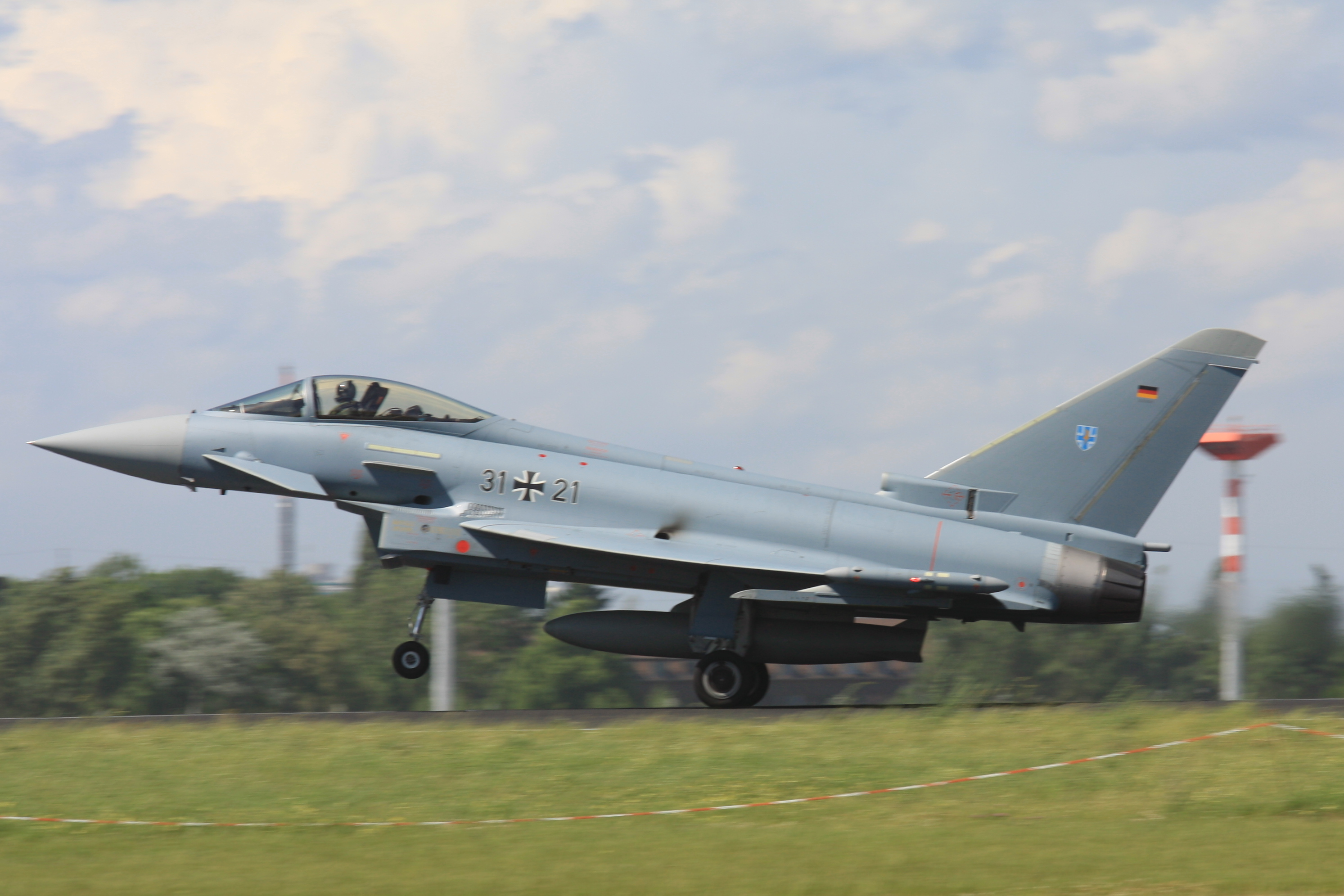
Flugzeugmuster der Alarmrotte der deutschen Luftwaffe: Eurofighter Typhoon

Die Erfassung aller Flugbewegungen erfolgt mittels Primärradar und Sekundärradar. Für die Identifizierung eines erfassten Flugziels werden alle zur Verfügung stehenden Informationsquellen (Daten der zivilen Flugsicherung, der Polizeien des Bundes und der Nachrichtendienste) genutzt. Gelingt die Identifizierung nicht, können Kampfflugzeuge zum Einsatz kommen. Diese sollen dann das unbekannte Luftfahrzeug visuell identifizieren. Lageabhängig können weitere Maßnahmen befohlen werden, z. B. ein Abdrängen vom Kurs. Im äußersten Bedrohungsfall kann auch der Waffeneinsatz zum Abschuss des Luftfahrzeuges durch die zuständige Befehlsstelle freigegeben werden. Für das Air Policing stehen in den beiden Alarmrotten des Taktischen Luftwaffengeschwaders 71 „Richthofen“ in Wittmund (Ostfriesland) und des Taktischen Luftwaffengeschwaders 74 in Neuburg an der Donau 24 Stunden am Tag je zwei Eurofighter Typhoon bereit.
Die Genehmigung zum Waffeneinsatz (auch bei einem Warnschuss) obliegt im Frieden dem German Air Defence Commander – einem diensthabenden General. Den Abschussbefehl ziviler Flugzeuge, der bis zum 15. Februar 2006 noch möglich gewesen wäre, hätte im äußersten Fall der Bundesminister der Verteidigung gegeben. Der erste Senat des Bundesverfassungsgerichtes erklärte Abschussbefehle am 15. Februar 2006 für verfassungswidrig. Ein solcher verstößt unter anderem gegen das Grundrecht auf Leben.

### Österreich
Im österreichischen Bundesheer ist die Luftraumüberwachung (LRÜ) eine eigene Truppengattung. Sie untersteht der Direktion 2 Luftstreitkräfte in der Schwarzenbergkaserne (Wals-Siezenheim bei Salzburg). Führungsstelle ist das Kommando Luftraumüberwachung (Kdo LRÜ, im Rang einer Brigade), ebenfalls in der Schwarzenbergkaserne in Wals-Siezenheim bei Salzburg.
Hauptelement ist das Überwachungsgeschwader (ÜbwGsch), es besteht aus zwei fliegenden Staffeln mit Abfangjägern vom Typ Eurofighter Typhoon, die am Fliegerhorst Hinterstoisser (Zeltweg Stmk.) stationiert sind. In Zeltweg sind auch die Militärflugleitung, das Ausbildungs- und Simulationszentrum und andere Einheiten der LRÜ wie die Fliegerwerft 2 (FlWft 2) stationiert, andere auch am Fliegerhorst Fiala Fernbrugg (Aigen i. E., Stmk.). Unterstützt werden die Abfangstaffeln durch Einsatz der PC-7 Turbo Trainer sowie von Hubschraubern (S-70 Black Hawk oder OH-58 Kiowa) anderer Verbände. Ergänzt wird die fliegende Abwehr von einem zum Verband LRÜ gehörenden Fliegerabwehrbataillon (FlAB 2 in Zeltweg), mit der Fliegerabwehrlenkwaffe Mistral, 35 mm ZFlAK 85, Feuerleitgerät FLGer 98 Skyguard.
Zweites Element der österreichischen Luftraumüberwachung ist das Radarsystem Goldhaube, mit dem Technisch Logistischen Zentrum (TLZ) in der Einsatzzentrale Basisraum (St. Johann i.P., Sbg.). Es besteht aus einem Verbundnetz dreier militärischer ortsfester Radarstationen (ORS Kolomannsberg OÖ., Steinmandl/Leiser Berge NÖ., 'Großer Speikkogel/Koralpe Ktn.), vom Radarstationskommando (RadStat Kdo) in Salzburg betreut, dreier ziviler Stationen der Austro Control mit dem Military Control Center (MCC) als Bindeglied, und den verlegbaren Radarsystemen (3D-Radargerät MRCS-403) Zielzuweisungs- und Tieffliegererfassungsradarsystem Flamingo) des Radarbataillons (RadB, Zeltweg und Aigen i. E.).
Die besondere Bedeutung der Luftraumüberwachung für Österreich geht in die Zeit während des Kalten Kriegs zurück. Das Konzept der bewaffneten Neutralität, die Österreich verfolgte, sollte auf der Fähigkeit Österreichs basieren, seine territoriale Souveränität zu wahren. Abgesehen von UN-Auslandseinsätzen und dem Assistenzeinsatz fanden auch der Großteil aller tatsächlichen militärischen Einsätze in der Reaktion auf Verletzungen des Luftraums statt (durchschnittlich etwa einmal pro Woche), durchwegs nicht genehmigte Überflüge, teils weil sie als Militärtransporte die Neutralität Österreichs verletzten, teils wohl „Tests“ beider Blöcke an die Einsatzfähigkeit der österreichischen Luftstreitkräfte – zuletzt in der Slowenienkrise 1991. In den geänderten Rahmenbedingungen des modernen Europa – im Besonderen seit dem EU-Beitritt 1995 – arbeitet die österreichische Luftraumüberwachung eng mit Luftraumsicherungen der Nachbarstaaten und der NATO zusammen (Bewegungen der Zeit der Balkankriege, Irakkriege, Tagungsstätten in der Zeit des EU-Ratsvorsitzes Österreichs 2006 u. ä.). In der Geschichte der 2. Republik wurde auch der Sinn der aktiven fliegenden Luftabwehr immer wieder angezweifelt, so zuletzt im Volksbegehren gegen Abfangjäger 2002 und die Diskussionen um Ungereimtheiten um die Anschaffung der Eurofighter, im Zuge des Strukturreformprozesses ÖBH 2010 wird seit 2007 auch die Luftraumüberwachung einer internen funktionalen Revision unterzogen.

### Schweiz und Liechtenstein
Für die zivile Luftraumüberwachung/Flugverkehrsführung in der Schweiz und Liechtenstein ist Skyguide verantwortlich. Skyguide ist zudem auch für den süddeutschen Raum, die französischen Alpen und einen Bereich des italienischen Luftraumes an der italienisch-französisch-schweizerischen Grenze zuständig.

#### Militärische Luftraumüberwachung
In der Schweiz (inklusive Luftraum von Liechtenstein) wird die militärische Luftraumüberwachung auch Permanente Luftraumüberwachung (PLÜ) genannt. Diese wird ununterbrochen 24 h/365 Tage durch das FLORAKO-System sowie durch den IDO (Identifications Officer) sichergestellt und bewertet. FLORAKO wird in den 2020er Jahren durch SkyView ersetzt. Vor dem FLORAKO-System wurde die militärische Luftraumüberwachung bis 2003 mit dem FLORIDA-Luftraumüberwachungssystem durchgeführt; das erste Luftraumüberwachungssystem der Schweizer Luftwaffe war das SFR-Luftraumüberwachungssystem.
Die Luftwaffe verfügt über mehrere Einsatzzentralen. In Friedenszeiten wird die Einsatzzentrale beim Militärflugplatz Dübendorf genutzt, die sich im selben Gebäude wie die zivile Flugverkehrsleitung der Skyguide befindet. Die Standorte der anderen Einsatzzentralen sind geheim. Die Einsatzzentralen gehören zur Einheit Einsatz Luftwaffe, der Chef Einsatz Luftwaffe untersteht direkt dem Kommandanten der Luftwaffe. Es bestehen von der Einsatzzentrale der Luftwaffe redundante Direktverbindungen zu den Notfallorganisationen (REGA, Polizei, Fedpol) sowie zu beiden Skyguide-Flugverkehrszentren (Genf und Zürich) sowie zu den militärischen und zivilen Flugverkehrsleitstellen der Nachbarländer, die für die angrenzenden Sektoren zuständig sind.
Nebst der permanenten Luftraumüberwachung ist sichergestellt, dass rund um die Uhr bewaffnete Kampfjets interventionsbereit sind.

#### Luftpolizeidienst

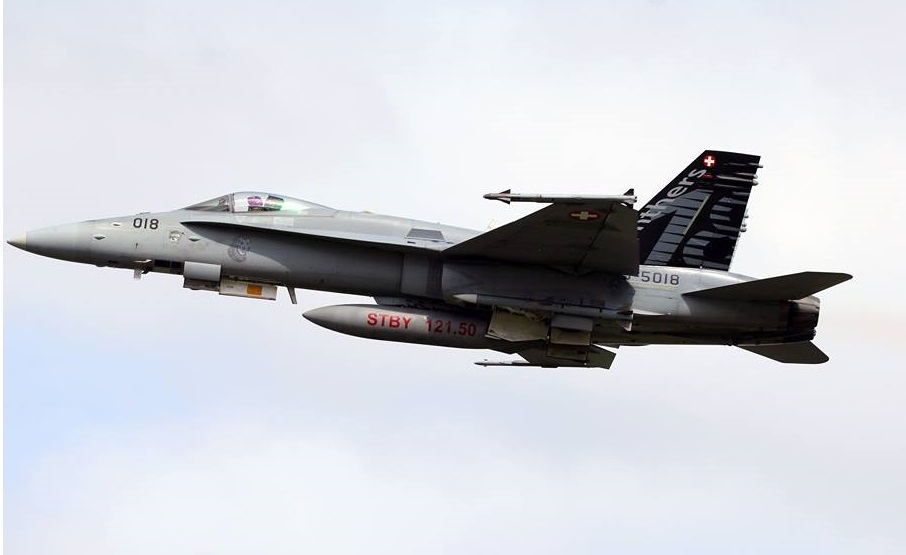
F/A-18C J-5018, Rufzeichen Hammer, mit Kurz- und Mittelstrecken-Luft-Luft-Raketen (AIM-9 Sidewinder und AIM-120 AMRAAM) bewaffnet, trägt einen Zusatztank mit aufgemalter Notfrequenz

Trotz der noch fehlenden ununterbrochenen Verfügbarkeit von bewaffneten Kampfjets für das ganze Jahr führt die Schweizer Luftwaffe regelmäßig den Luftpolizeidienst durch. Der Luftpolizeidienst ist eine der komplexesten und anspruchsvollsten Aufgaben der Luftwaffe. Unbekannte Flugzeuge müssen kurzfristig und bei jeder Wetterlage ohne Fehlermarge identifiziert und nötigenfalls abgefangen werden können. Der Luftpolizeidienst wird täglich durchgeführt, ist jeweils ein Echteinsatz und zählt nicht zu den Übungen, die parallel (z. B. Luftkampfübungen) dazu stattfinden. Mit dem Luftpolizeidienst werden folgende Punkte gewährleistet: Kontrolle und Souveränität des Schweizer Luftraumes sowie die Sicherheit des gesamten Luftverkehrs. Die Luftwaffe erfüllt damit nicht nur die Aufgaben eines unabhängigen Staates (respektive mit Liechtenstein Staaten), sondern auch Aufgaben der zivilen Luftfahrt (BAZL und Skyguide). Die Einsätze werden in Kontrollen (Live-Missionen) und Interventionen (Hot-Missionen) aufgeteilt (siehe Schweizer Luftwaffe#Luftpolizeidienst).
Die Schweizer Luftwaffe ist berechtigt, jederzeit ohne Rücksicht auf Typ, Nationalität etc. jedes Luftfahrzeug zu kontrollieren, das sich im schweizerischen (und Liechtensteiner) Luftraum befindet. Luftpolizeidienst-Interventionen dürfen nach Rücksprache mit der jeweiligen Luftwaffeneinsatzzentrale auch grenzüberschreitend sein. Durchschnittlich werden etwa 300 Luftpolizeimissionen pro Jahr geflogen; davon sind bis zu 50 aktive Luftpolizeidienst-Interventionen, Tendenz steigend. Die Luftwaffe führt regelmäßig auch Luftpolizeiübungseinsätze auf allen ihren eigenen Mitteln durch, um einen hohen Sicherheitsstandard zu gewährleisten. Mehrmals pro Jahr werden bi- und trinationale Luftpolizeiübungen mit allen Nachbarstaaten durchgeführt. Im Gegensatz zur deutschen Luftwaffe ist die Schweizer Luftwaffe befugt, bei akuter Gefährdung dritter durch ein Luftfahrzeug dieses auch in Friedenszeiten mit Waffengewalt zu stoppen. Konkret gelten folgende Regeln:
Ein Waffeneinsatz ist nur über eigenem Staatsgebiet, mit eigenen Mitteln, unter eigener Einsatzleitung gestattet. Ein Waffeneinsatz gegen Luftfahrzeuge ist nur zulässig, wenn andere verfügbare Mittel nicht ausreichen. Bei nicht eingeschränktem Luftverkehr dürfen gegen zivile Luftfahrzeuge grundsätzlich keine Waffen eingesetzt werden. Bei eingeschränktem Luftverkehr dürfen im Einzelfall Waffen gegen zivile Luftfahrzeuge eingesetzt werden. Gegen Staatsluftfahrzeuge, namentlich Militärluftfahrzeuge, die ohne Bewilligung oder unter Missachtung der Bewilligungsauflagen den schweizerischen Luftraum benützen, dürfen Waffen eingesetzt werden, wenn die Luftfahrzeuge den luftpolizeilichen Anordnungen nicht Folge leisten. Vorbehalten bleiben Waffeneinsätze bei Notstand oder Notwehr.
Der Abschussbefehl wird auf direktem Weg vom Verteidigungsminister oder dem Kommandanten der Luftwaffe via den CAD (Chief Air Defence) mitgeteilt, wobei der Kampfjetpilot die letzte Entscheidungsgewalt zum Waffeneinsatz hat, da er als erster eine Eskalation oder Deeskalation beurteilen kann. Nach Aufrufen auf der internationalen Notfrequenz und den ICAO-Standard-Kommunikationsmanöver setzt die Schweizer Luftwaffe als letzte Warnung vor einem möglichen Waffeneinsatz (sozusagen als „Schuss vor den Bug“) den Abschuss von gut sichtbaren Flares (Magnesiumleuchtfackeln) ein.

### Grenzüberschreitendes Air Policing innerhalb der NATO
Eine Besonderheit stellen internationale Luftraumüberwachungen der NATO-Verbündeten dar, von denen es zurzeit vier verschiedene gibt. Die Benelux-Staaten planen ihre Luftraumüberwachung in Zukunft ebenfalls gemeinsam zu betreiben, wobei der Luftraum über Luxemburg bereits seit vielen Jahren von Belgien mitüberwacht wird, ohne dass dies als NATO-Mission bezeichnet wird.

#### Air Policing Albanien
Nach dem Beitritt Albaniens zur NATO übernahmen Italien und Griechenland Mitte 2009 die Sicherung des albanischen Luftraums. Italien setzt hierzu in Gioia del Colle stationierte F-2000A Typhoons des 36º Stormo ein. Die Flugzeuge operieren von ihrer Heimatbasis aus. Griechenland stellt hierzu F-16 Fighting Falcons in Larisa bereit.

#### Air Policing Benelux
Die Belgischen und Niederländischen Luftstreitkräfte (KLu) teilen sich seit Anfang 2017 die Luftraumüberwachung für ihre beiden Staaten sowie Luxemburg, also den Luftraum der Benelux-Union. Die Verantwortlichkeit wechselte anfangs alle vier Monate, wobei Belgien die F-16 Alarmrotte für die ersten vier Monate stellte und Mitte Mai 2017 waren dann niederländische F-16 erstmals an der Reihe. Seither dauern die Rotationen acht Monate.
Die niederländische Rotation, die Anfang 2024 begann, war die erste bei der erstmals, zunächst noch parallel zur F-16, auch die F-35 zum Einsatz kam Ende März 2024 wurden dann die F-16 nach 43 Jahren von ihrer QRA-Aufgabe in Diensten der KLu entbunden.

#### Air Policing Kroatien
Nach Außerdienststellung der letzten kroatischen MiG-21 Ende 2024 übernahmen übergangsweise bis zur Einsatztauglichkeit der eigenen Rafale italienische und ungarische Alarmrotten den Luftpolizeidienst für den Luftraum über Kroatien.

#### Air Policing Nordmazedonien
Nach dem Beitritt Nordmazedoniens zur NATO übernahm Griechenland zunächst im Rahmen eines bilateralen Arrangements und seit Ende 2021 für die NATO die Sicherung des nordmazedonischen Luftraums.

#### Air Policing Slowenien
Nach dem Beitritt Sloweniens zur NATO übernahm zunächst Italien 2007 die Sicherung des slowenischen Luftraums durch F-2000A Typhoons des 4º Stormo vom Militärflugplatz Grosseto. Die Flugzeuge operierten von ihrer Heimatbasis aus.
Die Aufgabe wurde Anfang 2014 an die ungarischen Luftstreitkräfte abgegeben. Diese setzen die JAS 39 Gripen der 1. Jagdstaffel (1. Vadászrepülö Század) des 59. Geschwaders (59. 'Szentgyörgyi Deszö' Harcászati Repülö Bázis) vom Militärflugplatz in Kecskemét ein, die ebenfalls von ihrer Heimatbasis aus operieren.

#### Southern Air Policing
Neben dem Benelux Air Policing wurde 2017 mit dem "Southern Air Policing" bzw. "enhanced Air Policing South" (eAPS) eine Mission zur Stärkung der Luftraumüberwachung in Südosteuropa über dem Schwarzen Meer ins Leben gerufen. Die Kontingente bestehen typischerweise aus vier Kampfflugzeugen. Die Hauptbasis ist der Basis Mihail Kogalniceanu in Constanța im südöstlichen Rumänien. Daneben wird auch die bulgarische Graf Ignatievo Air Base genutzt. Bereits vor dem offiziellen Beginn 2017 gab es ab 2014 erste kanadische Kontingente in Rumänien. Im Frühjahr 2022 kam es aufgrund der Eskalation des Kriegs in der Ukraine seit 2014 im Rahmen eines „enhanced Air Policings“ (eAP) zu einer Verstärkung der Mission. Hierbei kam mit dem rumänischen Fetești ein weiterer Stationierungsort hinzu. Die dortigen Kontingente wurde ab 11. Februar 2022 zunächst von den USAFE gestellt.
| Datum | Land/Streitkräfte                                           | Flugzeugtyp                                                                                                |
| --- | ----------------------------------------------------------- | --- |
| April bis August 2014 | Royal Canadian Air Force                                    | CF-18 Hornet (Campia Turzii)                                                                               |
| 1. September bis 31. Dezember 2016                                                                                         | Royal Canadian Air Force                                    | CF-18 Hornet (Constanța)                                                                                   |
| 9. bis Mitte September 2016                                                                                                | United States Air Force                                     | F-15C Eagle (Graf Ignatievo Air Base)                                                                      |
| Mai bis September 2017 | Royal Air Force                                             | Typhoon FGR.4 (Constanța)                                                                                  |
| 1. Juli bis 31. Oktober 2017                                                                                               | Aeronautica Militare                                        | F-2000A Typhoon (Graf Ignatievo Air Base)                                                                  |
| 1. September bis 31. Dezember 2017                                                                                         | Royal Canadian Air Force                                    | CF-18 Hornet (Constanța)                                                                                   |
| 1. Mai bis 31. August 2018                                                                                                 | Royal Air Force                                             | Typhoon FGR.4 (Constanța)                                                                                  |
| 1 September bis 31. Dezember 2018                                                                                          | Royal Canadian Air Force                                    | CF-18 Hornet (Constanța)                                                                                   |
| 1. Mai bis 31. August 2019                                                                                                 | Aeronautica Militare                                        | F-2000A Typhoon (Graf Ignatievo Air Base)                                                                  |
| 1. September bis 31. Dezember 2019                                                                                         | Royal Canadian Air Force                                    | CF-18 Hornet (Constanța)                                                                                   |
| 1. September bis 31. Dezember 2020                                                                                         | Royal Canadian Air Force                                    | CF-18 Hornet (Constanța)                                                                                   |
| 28. September bis Ende Oktober 2020                                                                                        | United States Air Force                                     | F-16C Fighting Falcon (Graf Ignatievo Air Base)                                                            |
| 1. Februar bis 31. März 2021                                                                                               | Ejército del Aire                                           | C-16 Typhoon (Constanța)                                                                                   |
| 1. Mai 2021 bis 7. September 2021 (24. Juni bis 9. Juli verstärkt durch die Luftwaffe)                                     | Royal Air Force Luftwaffe                                   | Typhoon FGR.4 (Constanța) Eurofighter Typhoon (TLG 71 „R“, Constanța)                                      |
| 8. September bis 15. Dezember 2021                                                                                         | Royal Canadian Air Force                                    | CF-18 Hornet (Constanța)                                                                                   |
| 15. Dezember 2021 bis 31. März 2022 (17. Februar bis 18. März verstärkt durch die Luftwaffe) 11. Februar bis 31. März 2022 | Aeronautica Militare Luftwaffe Ejército del Aire            | F-2000A Typhoon (Constanța) Eurofighter Typhoon (TLG 74, Constanța) C-16 Typhoon (Graf Ignatievo Air Base) |
| 1. April bis 4. August 2022 (bis 1. Juli 2022 verstärkt durch die AMI) 6. April 2022 bis 31. Mai 2022                      | Royal Air Force Aeronautica Militare Koninklijke Luchtmacht | Typhoon FGR.4 (Constanța) F-2000A Typhoon (Constanța) F-35A Lightning II (Graf Ignatievo Air Base)         |
| 4. August bis 30. November 2022 14. November bis 2. Dezember 2022                                                          | Royal Canadian Air Force Ejército del Aire y del Espacio    | CF-18 Hornet (Constanța) C-16 Typhoon (Graf Ignatievo Air Base)                                            |
| 1. Dezember 2022 bis 3. August 2023 1. Dezember 2022 bis 10. Juni 2023                                                     | Aeronautica Militare Ejército del Aire y del Espacio        | F-2000A Typhoon (Constanța) C-15 Hornet (Feteşti)                                                          |
| 22. September 2023 bis ?                                                                                                   | United States Air Force                                     | F-16C Fighting Falcon (Feteşti)                                                                            |
| 8. November 2023 bis 22. Dezember 2023 1. Dezember 2023 bis 27. März 2024                                                  | Luftwaffe Türk Hava Kuvvetleri                              | Eurofighter Typhoon (TLG 31 „B“, Constanța) F-16C Fighting Falcon (Fetești)                                |
| 1. April bis 31. Juli 2024                                                                                                 | Royal Air Force                                             | Typhoon FGR.4 (Constanța)                                                                                  |
| 3. Juni bis 31. Juli 2024                                                                                                  | Luftstreitkräfte Finnlands                                  | F/A-18C/D Hornet (Constanța)                                                                               |
| 1. August 2024 bis 30. November 2024                                                                                       | Ejército del Aire y del Espacio                             | C-15 Hornet (Constanța)                                                                                    |
| 1. Dezember 2024 bis 31. März 2025                                                                                         | Ejército del Aire y del Espacio                             | C-16 Typhoon (Constanța)                                                                                   |
| 1. April bis 31. Juli 2025                                                                                                 | Aeronautica Militare                                        | F-2000A Typhoon (Constanța)                                                                                |
| 1. August 2025 bis gepl. 31. März 2026                                                                                     | Luftwaffe                                                   | Eurofighter Typhoon (TLG 71 "R", Constanța)                                                                |